# Nigel Ellsay
Nigel Ellsay (Courtenay, 30 april 1994) is een Canadees voormalig wielrenner die als beroepsrenner reed voor Rally Cycling.

## Carrière
Als junior won Ellsay het nationale kampioenschap tijdrijden en de tweede etappe, een individuele tijdrit, in de Ronde des Vallées in 2012. In 2016 werd hij tweede in het eindklassement van de Joe Martin Stage Race en zevende in dat van de Ronde van Alberta.
In 2018 werd Ellsay prof bij Rally Cycling.

## Overwinningen
2012
 Canadees kampioen tijdrijden, Junioren
2e etappe Ronde des Vallées
2017
Bergklassement Ronde van Beauce

## Ploegen
- 2014 –  Silber Pro Cycling Team (vanaf 25-8)
- 2015 –  Silber Pro Cycling
- 2016 –  Silber Pro Cycling
- 2017 –  Silber Pro Cycling
- 2018 –  Rally Cycling
- 2019 –  Rally UHC Cycling
- 2020 –  Rally Cycling

Anderson · Anthony · Britton · Carpenter · Dal-Cin · de Vos · Ellsay · Huff · Huffman · Joyce · Magner · McNulty · Murphy · Oronte · Pate · Young